# 新林站 (黑龙江省)
新林站，位于中华人民共和国黑龙江省大兴安岭地区新林区新林镇，是富西铁路上的火车站，建于1970年，由哈尔滨局集团管辖。

## 歷史
- 建于1970年。

## 車站周邊
- 新林第二小学
- 新林区第二中学
- 新林区省级中小企业创业园区
- 新林区人民医院
- 原林园－美人松原始森林

## 外部連結
- 中国铁路客户服务中心 （页面存档备份，存于）